# Vegedream
Sachtela Djédjé Evrard, más conocido como Vegedream (Orleans, Francia, 25 de agosto de 1992), es un cantante, rapero y compositor francés de origen marfileño. Vegedream ha ganado cierto reconocimiento en Francia por su carrera artística.
Conocido en el mundo artístico como Vegedream o Vegeta (por su carácter impulsivo), su música mezcla los sonidos propios del rap, Rhythm and blues, pop urbano y afropop; «algunos lo consideran el hijo espiritual de Maître Gims».
Varios de sus sencillos han alcanzado las certificaciones de oro, platino y diamante. Sus álbumes Ategban y Marchand de sable también fueron certificados oro y doble platino respectivamente. El sencillo «Ramenez la coupe à la Maison» (en español: «Traed la copa a casa»), lanzado como homenaje al triunfo de la selección de fútbol de Francia en Rusia 2018 ha sido catalogado como una canción que presenta «una parte ineludible de la cultura popular francesa», según la crítica especializada. Alcanzó gran repercusión en varias estaciones radiales de Europa y a nivel internacional, donde incluso permaneció activa durante 4 semanas en el conteo Billboard Global 200 de la revista estadounidense Billboard.

## Biografía
Vegedream nació en Orleans, Francia el 25 de agosto de 1992. De joven pasó varios años en Gagnoa, Costa de Marfil, país de origen de sus padres, antes de volver al hexágono en el Departamento 45 en la región parisina.
De niño, la música era principalmente un asunto de familia: su padre producía para artistas de Costa de Marfil y su tío Gyi era un artista local. Más tarde descubrió, gracias a su hermano mayor, los artistas urbanos estadounidenses y franceses. Inicialmente, Vegedream se presentaba en clubes y bares donde cantaba y se daba a conocer.

## Discografía
Álbumes
- 2019: Ategban. MCA Records
- 2018: Marchand de sable, Pt. 2. MCA Records
- 2018: Marchand de sable. MCA Records

Fuente: Allmusic.
Sencillos
- «Obscure»
- «La Fuite»
- «Marchand de sable, Pt. 4 (Du SAal)»
- «La Rue»
- «Ramenez la coupe à la maison»
- «Jusqu'ici tout va bien»
- «C'est mon année»
- «Instagram»
- «Calimero»
- «Elle est bonne sa mère»
- «Ibiza»
- «La Cité»
- «Bad Boy»
- «Mes doutes»
- «Daishi»
- «Juste Une Fois»
- «Marchand de sable, Pt. 6 (Gestuelle)»
- «Pour Nous»
- «MDS 7: Blessé»
- «Touché Dans le Coeur»
- «Madame Djé (Djenaba)»

Fuente: Allmusic.

## Posicionamiento
Álbumes de estudio
| Año  | Álbumes           | Posicionamientos en listas musicales | Posicionamientos en listas musicales | Posicionamientos en listas musicales | Posicionamientos en listas musicales | Posicionamientos en listas musicales | Posicionamientos en listas musicales |
| Año  | Álbumes           | Bandera de Suiza                     | Bandera de Francia                   | Bandera de Bélgica                   | Bandera de los Países Bajos          | Bandera de Dinamarca                 | Ref.                                 |
| ---- | ----------------- | ------------------------------------ | ------------------------------------ | ------------------------------------ | ------------------------------------ | ------------------------------------ | ------------------------------------ |
| 2019 | Ategban           | 45                                   | 9                                    | 29                                   | —                                    | —                                    | [ 7 ]                                |
| 2018 | Marchand de sable | 29                                   | 5                                    | —                                    | 24                                   | 38                                   | [ 8 ]                                |

Sencillos
| Año  | Canciones                            | Posicionamientos en listas musicales | Posicionamientos en listas musicales | Posicionamientos en listas musicales | Posicionamientos en listas musicales | Posicionamientos en listas musicales | Posicionamientos en listas musicales | Posicionamientos en listas musicales | Posicionamientos en listas musicales | Posicionamientos en listas musicales | Posicionamientos en listas musicales |
| Año  | Canciones                            | Bandera de Estados Unidos            | Bandera de Suiza                     | Bandera de Francia                   | Bandera de Bélgica                   | Bandera de los Países Bajos          | Bandera de Dinamarca                 | Bandera de España                    | Bandera de Suecia                    | Bandera de Alemania                  | Bandera de Austria                   |
| ---- | ------------------------------------ | ------------------------------------ | ------------------------------------ | ------------------------------------ | ------------------------------------ | ------------------------------------ | ------------------------------------ | ------------------------------------ | ------------------------------------ | ------------------------------------ | ------------------------------------ |
| 2020 | «Juste Une Fois»                     | —                                    | —                                    | 169                                  | —                                    | —                                    | —                                    | —                                    | —                                    | —                                    | —                                    |
| 2020 | «Pour Nous»                          | —                                    | —                                    | 47                                   | —                                    | —                                    | —                                    | —                                    | —                                    | —                                    | —                                    |
| 2019 | «Calimero»                           | —                                    | —                                    | 136                                  | —                                    | —                                    | —                                    | —                                    | —                                    | —                                    | —                                    |
| 2019 | «Personne»                           | —                                    | —                                    | 36                                   | —                                    | —                                    | —                                    | —                                    | —                                    | —                                    | —                                    |
| 2019 | «Instagram»                          | —                                    | —                                    | 45                                   | —                                    | —                                    | —                                    | —                                    | —                                    | —                                    | —                                    |
| 2019 | «Elle est bonne sa mère»             | —                                    | 100                                  | 2                                    | 43                                   | —                                    | —                                    | —                                    | —                                    | —                                    | —                                    |
| 2018 | «Princes de la ville»                | —                                    | —                                    | 91                                   | —                                    | —                                    | —                                    | —                                    | —                                    | —                                    | —                                    |
| 2018 | «C'est mon année»                    | —                                    | —                                    | 70                                   | —                                    | —                                    | —                                    | —                                    | —                                    | —                                    | —                                    |
| 2018 | «Du Temps»                           | —                                    | —                                    | 136                                  | —                                    | —                                    | —                                    | —                                    | —                                    | —                                    | —                                    |
| 2018 | «La Rue»                             | —                                    | —                                    | 109                                  | —                                    | —                                    | —                                    | —                                    | —                                    | —                                    | —                                    |
| 2018 | «Laisser Tomber»                     | —                                    | —                                    | 170                                  | —                                    | —                                    | —                                    | —                                    | —                                    | —                                    | —                                    |
| 2018 | «Ma Go Sure»                         | —                                    | —                                    | 77                                   | —                                    | —                                    | —                                    | —                                    | —                                    | —                                    | —                                    |
| 2018 | «Mama He»                            | —                                    | —                                    | 64                                   | —                                    | —                                    | —                                    | —                                    | —                                    | —                                    | —                                    |
| 2018 | «Marchand de sable, Pt. 4 (Du SAal)» | —                                    | —                                    | 99                                   | —                                    | —                                    | —                                    | —                                    | —                                    | —                                    | —                                    |
| 2018 | «On y Va»                            | —                                    | —                                    | 173                                  | —                                    | —                                    | —                                    | —                                    | —                                    | —                                    | —                                    |
| 2018 | «Ramenez la coupe à la maison»       | 105                                  | 3                                    | 1                                    | 27                                   | 26                                   | 17                                   | 51                                   | 13                                   | 9                                    | 7                                    |
| 2018 | «Jusqu'ici tout va bien»             | —                                    | —                                    | 114                                  | —                                    | —                                    | —                                    | —                                    | —                                    | —                                    | —                                    |
| 2018 | «Tout Casser»                        | —                                    | —                                    | 152                                  | —                                    | —                                    | —                                    | —                                    | —                                    | —                                    | —                                    |
| 2017 | «La Fuite»                           | —                                    | —                                    | 50                                   | —                                    | —                                    | —                                    | —                                    | —                                    | —                                    | —                                    |

Fuente: australian-charts.com.

## Certificaciones discográficas
Álbum
- 2019: Ategban.  disco de oro por más de 50 000 unidades vendidas, otorgado por el SNEP.[10]
- 2018: Marchand de sable.  doble disco de platino por más de 200 000 unidades vendidas, otorgado por el SNEP.[10]

Sencillos
| Sencillo                             | Certificación                                                | Organismo  | Ref.          |
| ------------------------------------ | ------------------------------------------------------------ | ---------- | ------------- |
| «Ma Go Sure»                         | Certificado oro en Francia                                   | SNEP       | [ 10 ]        |
| «Mama He»                            | Certificado oro en Francia                                   | SNEP       | [ 10 ]        |
| «Elle Est Bonne Sa Mere»             | Certificado diamante en Francia                              | SNEP       | [ 10 ]        |
| «La Fuite»                           | Certificado platino en Francia                               | SNEP       | [ 10 ]        |
| «Marchand de sable Part 4 (Du saal)» | Certificado oro en Francia                                   | SNEP       | [ 10 ]        |
| «Ramenez la coupe à la maison»       | Certificado diamante en Francia Certificado oro en Dinamarca | SNEP, IFPI | [ 10 ] [ 11 ] |